# Julio César Antón
Julio César Antón Reyes (Lima, 28 de junio de 1959) es un exfutbolista peruano que se desempeñaba como centrocampista, era llamado el Artista. Actualmente tiene 65 años.

## Trayectoria
Debutó en 1978 en Sport Boys, donde se mantuvo 5 años; luego pasó a Universitario en 1983; al siguiente año recaló en Juventud La Joya, de Chancay, donde fue figura nítida. 
Debido a las vistosas jugadas que realizaba en cada partido, el gran periodista Pocho Rospigliosi lo bautizó como el Artista y así se le conoció en adelante.
Sus buenas actuaciones lo llevaron al Sporting Cristal en 1986, donde se mantuvo en la volante por siete años. Con los cerveceros consiguió dos títulos nacionales: en 1988 (aunque no jugó la liguilla final porque se enroló en el LDU de Quito en enero de 1989 mientras se jugaba la liguilla del descentralizado peruano) y en 1991, cuando anota con toda su clase uno de los penales en la definición con Universitario 1-1 (7-6) y se convirtió en uno de los referentes del club.
A pesar de que en el LDU se convirtió en el goleador extranjero del torneo, los directivos del club quiteño «inventaron» complicaciones en su corazón y tuvo que regresar al Sporting Cristal a mediados de 1989. En agosto fue parte de la gira que Sporting Cristal realiza en EUA y anota dos goles al Real Zaragoza en el empate 3-3 ante el equipo español. Tuvo problemas con la dupla argentina López-Caballero, que dirigía el cuadro rimense, y no es tomado en cuenta en el equipo titular. En febrero de 1990, obtiene el subtítulo nacional.
En 1991 anotó ocho goles y se consagra campeón bajo la dirección técnica de Juan Carlos Oblitas. En el cuadro bajopontino, jugó todo el año 1992, obteniendo el subtítulo nacional. El año 1993 el nuevo entrenador rimense, José Carlos Amaral, decide no contar con él y firma por Deportivo Municipal. Una lesión en un entrenamiento a mediados de septiembre lo aleja del fútbol a los treinta y cuatro años.
Los años en los que anotó más goles en Sporting Cristal fueron 1986 y 1987 con 12 y 15 goles respectivamente.

## Clubes
| Club                      | País    | Año           | PJ | Goles |
| ------------------------- | ------- | ------------- | -- | ----- |
| Sport Boys                | Perú    | 1978-1982     | 93 | 18    |
| Universitario de Deportes | Perú    | 1983          | 21 | 5     |
| Octavio Espinosa          | Perú    | 1984          |    |       |
| Juventud La Joya          | Perú    | 1985          | 28 | 9     |
| Sporting Cristal          | Perú    | 1986-1988     | 84 | 31    |
| Liga de Quito             | Ecuador | 1989 (cedido) | 17 | 7     |
| Sporting Cristal          | Perú    | 1989-1992     | 62 | 10    |
| Deportivo Municipal       | Perú    | 1993          | 14 | 3     |

## Palmarés

### Campeonatos nacionales
| Título                    | Club                | País | Año  |
| ------------------------- | ------------------- | ---- | ---- |
| Primera división del Perú | Sporting Cristal    | Perú | 1988 |
| Primera división del Perú | Sporting Cristal    | Perú | 1991 |
| Torneo Intermedio         | Deportivo Municipal | Perú | 1993 |

## Otros datos
- Es conocido el talento de Antón por la música, a la que se dedica de oficio desde su retiro del fútbol.[5]
- Fue uno de los jugadores que participó en el famoso Rap del Sporting Cristal en 1991, conmemorando el campeonato obtenido ese año.[6]
- Antón ha sido reconocido como uno de los referentes del Sporting Cristal en las bodas de oro del club y también en 2011.[7]